# Stone Brewing
Die Stone Brewing Company (kurz Stone; offiziell KoochenVagner's Brewing Co.) ist eine US-amerikanische Brauerei mit Sitz im kalifornischen Escondido. Sie gilt als größte Brauerei Südkaliforniens (Stand 2011) und zehntgrößte Handwerksbrauerei der USA (Stand 2012). 2014 stellte die Brauerei 382.137 Hektoliter Bier her.
Das Unternehmen betreibt unter der Marke Stone Brewing World Bistro and Gardens mehrere Gaststätten sowie einen Laden am San Diego International Airport.

## Geschichte
Die US-Amerikaner Greg Koch und Steve Wagner gründeten 1996 in San Marcos die Stone Brewery. 2006 zog die Brauerei in einen Neubau nach Escondido um. Seit der Gründung konnte die Brauerei ihren Ausstoß stetig steigern, waren es 1996 noch 469 Hektoliter, waren es im Jahr 2000 schon 10.962 Hektoliter. 2009 überschritt der Ausstoß mit 115.587 Hektoliter erstmals die Marke von 100.000 Hektoliter. 2015 wurden bereits rund 382.000 Hektoliter gebraut.
2016 errichtete Stone eine Brauerei in Richmond, der Hauptstadt des Bundesstaats Virginia, und startete dort im Juli desselben Jahres die Produktion. Die neue Brauerei ist auf eine Kapazität von rund 700.000 Hektoliter ausgelegt.
2006 eröffnete das Unternehmen mit der Stone Brewing World Bistro & Gardens in Escondido die erste Gaststätte. 2013 folgte die Stone Brewing World Bistro & Gardens – Liberty Station in San Diego sowie zusätzlich ein Stone Company Store als reduzierte Version am dortigen Flughafen.
Im Juni 2022 wurde bekannt gegeben, dass Sapporo Beer die Brauerei erwerben wird.

## Stone Brewing Berlin
Als erste Niederlassung in Europa wurde 2015 eine Brauerei sowie 2016 die Großgaststätte Stone Brewing World Bistro & Gardens – Berlin in Berlin-Mariendorf eröffnet.
Stone Brewing kündigte 2014, nach Prüfung mehrerer europäischer Standorte seit 2010, die Eröffnung einer Brauerei in Berlin-Mariendorf an. Die geplante Investition wurde auf 25 Millionen US-Dollar beziffert. Das Unternehmen hat sich im Gewerbepark Marienpark Berlin auf dem Gelände des stillgelegten Gaswerks Mariendorf an der Lankwitzer Straße angesiedelt. Die von Stone Brewing angemieteten Flächen und Gebäude wurden ab Sommer 2014 aus- und umgebaut. Neben der Brauanlage im historischen Reinigerhaus und einer Abfüllung entstanden bis 2016 ein Restaurant, ein Gartenausschank und Werksverkauf für Bier, Gläser und T-Shirts.
Perspektivisch wurde die Abfüllung von mehr als 100.000 Hektolitern pro Jahr geplant. Der erste Sud wurde im November 2015 in der 10-Hektoliter-Anlage gebraut. 2016 wurde die Hauptanlage mit einer Kapazität von 100 Hektolitern fertiggestellt.
Die Großgastronomie Stone Brewing World Bistro & Gardens bietet auf 2400 Quadratmetern im historischen Gebäude und den angrenzenden Gärten insgesamt bis zu 1200 Gästen Platz. Es werden bis zu 65 verschiedene Craft-Biere ausgeschenkt und Speisen angeboten.
Im Jahr 2018 eröffnete das Unternehmen mit dem Stone Brewing Tap Room – Prenzlauer Berg ( taproom ‚Trinkstube‘) eine weitere Gaststätte mit 1200 Sitzplätzen in der Oderberger Straße Berlin. Diese Gaststätte wird aber inzwischen auch nicht mehr von Stone Brew betrieben.
Im April 2019 gab Koch bekannt, dass der Standort in Mariendorf zum 1. Mai 2019 an BrewDog verkauft wurde. Die Wiedereröffnung durch BrewDog erfolgte nach kleineren Umgestaltungen im August 2019.

## Biere

### Core-Biere

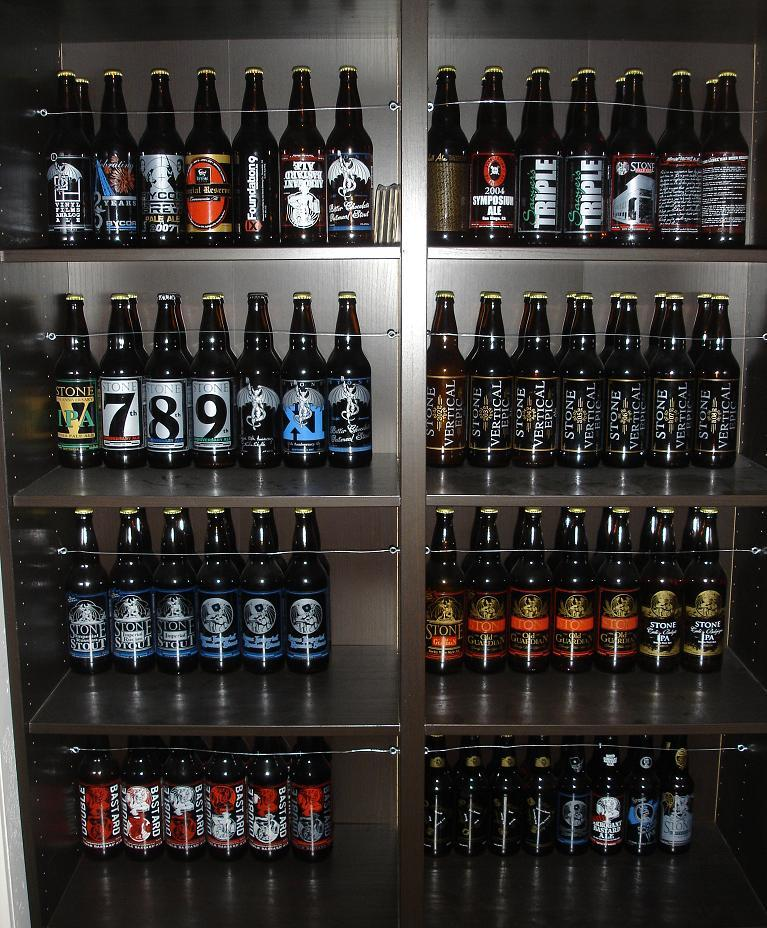
Biere der Stone Brewing Company

| - Stone Pale Ale - Stone IPA - Stone Ruination Double IPA |  | - Stone Go To IPA - Stone Arrogant Bastard Ale |

### Saison- und Gemeinschafts-Biere
Stone bietet fünf verschiedene Special Releases an (Stand März 2015).
Gemeinsam mit anderen US-Craft-Brauern bringt Stone mehrere limitierte Biere heraus.

### Auszeichnungen
Stone Brewing erhielt mehrfach Auszeichnungen bei großen Bier-Wettbewerben der USA und der Welt.
- 2000 Great American Beer Festival Silber-Medaille für Stone Old Guardian
- 2005 Great American Beer Festival Silber-Medaille für Stone Double Bastard Ale
- 2006 World Beer Cup Bronze-Award für Stone Ruination
- 2006 Great American Beer Festival Bronze-Medaille für Stone Pale Ale
- 2007 Great American Beer Festival Gold-Medaille für Stone Levitation Ale
- 2008 World Beer Cup Bronze-Award für Stone Pale Ale
- 2010 Great American Beer Festival Bronze-Medaille für Stone Sublimely Self-Righteous Ale
- 2010 Great American Beer Festival Silver-Medaille für Stone Smoked Porter with Chipotle